# François Joseph Ritter
Pour les articles homonymes, voir Ritter.
François Joseph Ritter (19 avril 1758, Huningue - 6 octobre 1809, Altkirch) est un avocat et homme politique français dont la carrière se déroula pendant la période de la Révolution. Il est député en 1791, membre de la Convention, et député au Conseil des Cinq-Cents

## Biographie
Il est le fils de Marc Ritter (1706-1766), boulanger à Village-Neuf, et d'Anne Marie Perpanelle. Il épouse en premières noces Anne Marie Matter, à Huningue le 15 novembre 1784.
Devenu avocat en 1784, il est élu en 1790 premier juge au tribunal de district d'Altkirch. Favorable aux idées révolutionnaires il est élu, en 1791, député du Haut-Rhin et siège dans la majorité réformatrice. Réélu en 1792 il siège à gauche, avant de rejoindre le rang des modérés du Conseil des Cinq-Cents lors de sa 3e réélection en 1795. En 1798 il ne se représente pas.
Lors du procès de Louis XVI, il vote la mort. Il est envoyé en mission, par la Convention, à Huningue, puis en Italie puis dans les départements du Midi après le 9 Thermidor. Lors des massacres de Septembre il se trouve à Toulon.
Favorable à la convention thermidorienne, il combat le parti jacobin. En l'an IV il est élu au Conseil des Cinq-Cents dans le département du Haut-Rhin. En l'an VI il quitte le Conseil et occupe le poste de juge au tribunal de Cassation jusqu'en l'an VIII. En l'an IX, il demande, sans succès, le poste de préfet de Mayence et termine sa carrière en tant que procureur impérial à Altkirch.

Il décède, dans cette ville, le 6 octobre 1809 à l'âge de 51 ans.
Il existe une rue François Joseph Ritter à Huningue.

## Sources
- Ressource relative à la vie publique :   - Base Sycomore
- Notice dans un dictionnaire ou une encyclopédie généraliste :   - Deutsche Biographie
- Notices d'autorité :   - VIAF
  - ISNI
  - BnF (données)
  - IdRef
  - LCCN
  - GND
  - WorldCat
- Site de l'Assemblée nationale